# Liste des médaillés olympiques en basket-ball
Cet article présente la liste des joueurs et joueuses de basket-ball médaillés aux Jeux olympiques.

## Hommes

### Basket à cinq

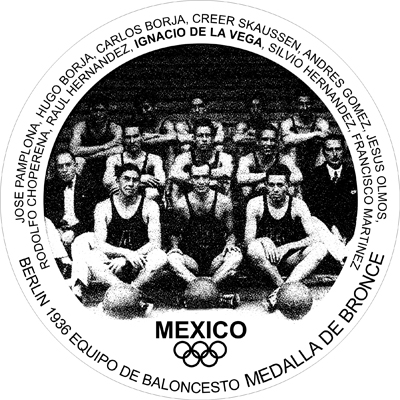
L'équipe mexicaine médaillée de bronze aux Jeux olympiques de Berlin

| Édition                                   | Or | Argent | Bronze |
| ----------------------------------------- | --- | --- | --- |
| 1936 Berlin                               | États-Unis - Sam Balter - Ralph Bishop - Joe Fortenberry - Tex Gibbons - Francis Johnson - Carl Knowles - Frank Lubin - Art Mollner - Donald Piper - Jack Ragland - Willard Schmidt - Carl Shy - Duane Swanson - Bill Wheatley               | Canada- Gordon Aitchison - Ian Allison - Art Chapman - Chuck Chapman - Edward Dawson - Irving Meretsky - Doug Peden - James Stewart - Malcolm Wiseman | Mexique - Carlos Borja - Víctor Borja - Rodolfo Choperena - Luis de la Vega - Raúl Fernández - Andrés Gómez - Silvio Hernández - Francisco Martínez - Jesús Olmos - José Pamplona - Greer Skousen                                                                          |
| 1948 Londres                              | États-Unis - Cliff Barker - Don Barksdale - Ralph Beard - Lew Beck - Vince Boryla - Gordon Carpenter - Alex Groza - Wallace Jones - Bob Kurland - Ray Lumpp - Robert Pitts - Jesse Renick - Robert Robinson - Kenny Rollins                  | France - André Barrais - Michel Bonnevie - André Buffière - René Chocat - René Derency - Maurice Desaymonet - André Even - Maurice Girardot - Fernand Guillou - Raymond Offner - Jacques Perrier - Yvan Quenin - Lucien Rebuffic - Pierre Thiolon                            | Brésil- Luiz Benvenuti - João Francisco Bráz - Alfredo da Motta - Zenny de Azevedo - Ruy de Freitas - Marcus Vinícius Dias - Afonso Évora - Alexandre Gemignani - Alberto Marson - Nilton Pacheco de Oliveira - Guilherme Rodrigues - Massinet Sorcinelli                  |
| 1952 Helsinki                             | États-Unis- Ron Bontemps - Marcus Freiberger - Wayne Glasgow - Charlie Hoag - Bill Hougland - John Keller - Dean Kelley - Bob Kenney - Bob Kurland - Bill Lienhard - Clyde Lovellette - Frank McCabe - Dan Pippin - Howie Williams           | URSS- Stepas Butautas - Nodar Dzhordzhikiya - Anatoly Konev - Otar Korkiya - Heino Kruus - Ilmar Kullam - Justinas Lagunavičius - Joann Lõssov - Aleksandr Moiseyev - Yuri Ozerov - Kazys Petkevičius - Stasys Stonkus - Maigonis Valdmanis - Viktor Vlassov                 | Uruguay- Martín Acosta y Lara - Enrique Baliño - Tabaré Borges - Victorio Cieslinskas - Héctor Costa - Nelson Demarco - Héctor García - Adesio Lombardo - Roberto Lovera - Sergio Matto - Wilfredo Peláez - Carlos Roselló                                                 |
| 1956 Melbourne                            | États-Unis- Richard Boushka - Carl Cain - Chuck Darling - Billy Evans - Gilbert Ford - Burdie Haldorson - Bill Hougland - Robert Jeangerard - K. C. Jones - Bill Russell - Ron Tomsic - Jim Walsh                                            | URSS- Arkadi Bochkaryov - Jānis Krūmiņš - Algirdas Lauritėnas - Valdis Muižnieks - Yuri Ozerov - Kazys Petkevičius - Michail Semyonov - Stasys Stonkus - Michail Studenezki - Vladimir Torban - Maigonis Valdmanis - Viktor Zoubkov                                          | Uruguay- Carlos Blixen - Ramiro Cortés - Héctor Costa - Nelson Chelle - Nelson Demarco - Héctor García - Carlos González Gallo - Sergio Matto - Óscar Moglia - Raúl Mera - Ariel Olascoaga - Milton Scarón                                                                 |
| 1960 Rome                                 | États-Unis- Jay Arnette - Walt Bellamy - Bob Boozer - Terry Dischinger - Burdie Haldorson - Darrall Imhoff - Allen Kelley - Lester Lane - Jerry Lucas - Oscar Robertson - Adrian Smith - Jerry West                                          | URSS- Yury Korneev - Jānis Krūmiņš - Guram Minaschvili - Valdis Muižnieks - Cēzars Ozers - Aleksandr Petrov - Michail Semyonov - Vladimir Ugrekhelidze - Maigonis Valdmanis - Albert Valtin - Gennadi Volnov - Viktor Zoubkov                                                | Brésil- Edson Bispo dos Santos - Moysés Blás - Waldemar Blatskauskas - Zenny de Azevedo - Carmo de Souza - Carlos Domingos Massoni - Waldyr Geraldo Boccardo - Wlamir Marques - Amaury Pasos - Fernando Pereira de Freitas - Antônio Salvador Sucar - Jatyr Eduardo Schall |
| 1964 Tokyo                                | États-Unis- Jim Barnes - Bill Bradley - Larry Brown - Joe Caldwell - Mel Counts - Richard Davies - Walt Hazzard - Lucious Jackson - Pete McCaffrey - Jeff Mullins - Jerry Shipp - George Wilson                                              | URSS- Armenak Alachachian - Nikolaï Baglei - Viacheslav Khrynin - Jānis Krūmiņš - Yury Korneev - Juris Kalniņš - Jaak Lipso - Levan Moseshvili - Valdis Muižnieks - Aleksandr Petrov - Aleksandr Travin - Gennadi Volnov                                                     | Brésil- Edson Bispo dos Santos - Friedrich Braun - Carmo de Souza - Carlos Domingos Massoni - Wlamir Marques - Victor Mirshauswka - Amaury Pasos - Ubiratan Pereira Maciel - Antônio Salvador Sucar - Jatyr Eduardo Schall - José Edvar Simões - Sérgio de Toledo Machado  |
| 1968 Mexico                               | États-Unis- Mike Barrett - John Clawson - Don Dee - Calvin Fowler - Spencer Haywood - Bill Hosket - James King - Glynn Saulters - Charlie Scott - Mike Silliman - Ken Spain - Jo Jo White                                                    | Yougoslavie- Dragutin Čermak - Krešimir Ćosić - Vladimir Cvetković - Ivo Daneu - Radivoj Korać - Trajko Rajković - Zoran Marojević - Dragoslav Ražnatović - Petar Skansi - Damir Šolman - Nikola Plećaš - Aljoša Žorga                                                       | URSS- Vladimir Andreev - Sergueï Belov - Vadim Kapranov - Sergei Kovalenko - Anatoli Krikun - Jaak Lipso - Modestas Paulauskas - Anatoliy Polyvoda - Zurab Sakandelidze - Yuri Selikhov - Priit Tomson - Gennadi Volnov                                                    |
| 1972 Munich                               | URSS- Aleksandr Belov - Sergueï Belov - Aleksandr Boloshev - Ivan Dvorny - Ivan Edeshko - Aljan Jarmoukhamedov - Mikheil Korkiya - Sergei Kovalenko - Modestas Paulauskas - Anatoliy Polyvoda - Zurab Sakandelidze - Gennadi Volnov          | États-Unis- Mike Bantom - Jim Brewer - Tommy Burleson - Doug Collins - Kenneth Davis - James Forbes - Tom Henderson - Bobby Jones - Dwight Jones - Kevin Joyce - Tom McMillen - Ed Ratleff                                                                                   | Cuba- José Miguel Alvarez Pozo - Miguel Calderón - Rafael Cañizares - Pedro Chappé - Juan Carlos Domecq - Tomás Herrera Martínez - Ruperto Herrera Tabio - Conrado Pérez - Juan Roca - Franklin Standard - Óscar Varona - Alejandro Urgelles Guibot                        |
| 1976 Montréal                             | États-Unis- Tate Armstrong - Quinn Buckner - Kenny Carr - Adrian Dantley - Walter Davis - Phil Ford - Ernie Grunfeld - Phil Hubbard - Mitch Kupchak - Tom LaGarde - Scott May - Steve Sheppard                                               | Yougoslavie- Krešimir Ćosić - Dražen Dalipagić - Mirza Delibašić - Blagoja Georgievski - Vinko Jelovac - Željko Jerkov - Dragan Kicanović - Andro Knego - Zoran Slavnić - Damir Šolman - Žarko Varajić - Rajko Žižić                                                         | URSS- Vladimir Arzamaskov - Aleksandr Belov - Sergueï Belov - Ivan Edeshko - Aljan Jarmoukhamedov - Vladimir Jigily - Mikheil Korkiya - Andrei Makeyev - Valeri Miloserdov - Anatoli Mychkine - Aleksandr Salnikov - Vladimir Tkatchenko                                   |
| 1980 Moscou                               | Yougoslavie- Krešimir Ćosić - Dražen Dalipagić - Mirza Delibašić - Željko Jerkov - Dragan Kicanović - Andro Knego - Duje Krstulović - Mihovil Nakić - Ratko Radovanović - Zoran Slavnić - Branko Skroče - Rajko Žižić                        | Italie- Marco Bonamico - Roberto Brunamonti - Fabrizio Della Fiori - Pietro Generali - Enrico Gilardi - Pierluigi Marzorati - Dino Meneghin - Romeo Sacchetti - Marco Solfrini - Michael Sylvester - Renzo Vecchiato - Renato Villalta                                       | URSS- Aleksandr Belostenny - Sergueï Belov - Nikolai Derugin - Stanislav Eremin - Vladimir Jigily - Sergėjus Jovaiša - Andrei Lopatov - Valeri Miloserdov - Anatoli Mychkine - Aleksandr Salnikov - Sergei Tarakanov - Vladimir Tkatchenko                                 |
| 1984 Los Angeles                          | États-Unis- Steve Alford - Patrick Ewing - Vern Fleming - Michael Jordan - Joe Kleine - Jon Koncak - Chris Mullin - Sam Perkins - Alvin Robertson - Wayman Tisdale - Jeff Turner - Leon Wood                                                 | Espagne- Fernando Arcega - José Manuel Beirán - Juan Antonio Corbalán - Juan Domingo de la Cruz - Andrés Jiménez - José Luis Llorente - Juan Manuel López Iturriaga - Josep Maria Margall - Fernando Martín - Fernando Romay - Juan Antonio San Epifanio - Ignacio Solozábal | Yougoslavie- Dražen Dalipagić - Saabit Hadžić - Andro Knego - Emir Mutapčić - Mihovil Nakić - Dražen Petrović - Aleksandar Petrović - Ratko Radovanović - Ivan Sunara - Branko Vukićević - Rajko Žižić - Nebojša Zorkić                                                    |
| 1988 Séoul                                | URSS- Aleksandr Belostenny - Valdemaras Chomičius - Valeri Goborov - Rimas Kurtinaitis - Šarūnas Marčiulionis - Igors Miglinieks - Viktor Pankrashin - Arvydas Sabonis - Tiit Sokk - Sergei Tarakanov - Valeri Tikhonenko - Aleksandr Volkov | Yougoslavie- Franjo Arapović - Zoran Čutura - Danko Cvjetičanin - Vlade Divac - Toni Kukoč - Željko Obradović - Žarko Paspalj - Dražen Petrović - Dino Rađa - Zdravko Radulović - Stojko Vranković - Jurij Zdovc                                                             | États-Unis- Willie Anderson - Stacey Augmon - Vernell Coles - Jeff Grayer - Hersey Hawkins - Dan Majerle - Danny Manning - Mitch Richmond - Charles D. Smith - Charles E. Smith - J.R. Reid - David Robinson                                                               |
| 1992 Barcelone                            | États-Unis- Charles Barkley - Larry Bird - Clyde Drexler - Patrick Ewing - Magic Johnson - Michael Jordan - Christian Laettner - Karl Malone - Chris Mullin - Scottie Pippen - David Robinson - John Stockton                                | Croatie- Vladan Alanović - Franjo Arapović - Danko Cvjetičanin - Alan Gregov - Arijan Komazec - Toni Kukoč - Aramis Naglić - Velimir Perasović - Dražen Petrović - Dino Rađa - Žan Tabak - Stojko Vranković                                                                  | Lituanie- Romanas Brazdauskis - Valdemaras Chomičius - Darius Dimavičius - Gintaras Einikis - Sergėjus Jovaiša - Artūras Karnišovas - Gintaras Krapikas - Rimas Kurtinaitis - Šarūnas Marčiulionis - Alvydas Pazdrazdis - Arvydas Sabonis - Arūnas Visockas                |
| 1996 Atlanta                              | États-Unis- Charles Barkley - Anfernee Hardaway - Grant Hill - Karl Malone - Reggie Miller - Gary Payton - Shaquille O'Neal - Scottie Pippen - Mitch Richmond - David Robinson - John Stockton - Hakeem Olajuwon                             | Yougoslavie- Miroslav Berić - Dejan Bodiroga - Predrag Danilović - Vlade Divac - Aleksandar Đorđević - Nikola Lončar - Saša Obradović - Žarko Paspalj - Željko Rebrača - Zoran Savić - Dejan Tomašević - Milenko Topić                                                       | Lituanie- Gintaras Einikis - Andrius Jurkūnas - Artūras Karnišovas - Rimas Kurtinaitis - Darius Lukminas - Šarūnas Marčiulionis - Tomas Pačėsas - Arvydas Sabonis - Saulius Štombergas - Rytis Vaišvila - Eurelijus Žukauskas - Mindaugas Žukauskas                        |
| 2000 Sydney (Résultats détaillés)         | États-Unis- Shareef Abdur-Rahim - Ray Allen - Vin Baker - Vince Carter - Kevin Garnett - Tim Hardaway - Allan Houston - Jason Kidd - Antonio McDyess - Alonzo Mourning - Gary Payton - Steve Smith                                           | France- Jim Bilba - Yann Bonato - Makan Dioumassi - Laurent Foirest - Thierry Gadou - Cyril Julian - Crawford Palmer - Antoine Rigaudeau - Stéphane Risacher - Laurent Sciarra - Moustapha Sonko - Frédéric Weis                                                             | Lituanie- Dainius Adomaitis - Gintaras Einikis - Andrius Giedraitis - Šarūnas Jasikevičius - Kęstutis Marčiulionis - Darius Maskoliūnas - Tomas Masiulis - Ramūnas Šiškauskas - Darius Songaila - Saulius Štombergas - Mindaugas Timinskas - Eurelijus Žukauskas           |
| 2004 Athènes (Résultats détaillés)        | Argentine- Carlos Delfino - Gabriel Fernández - Manu Ginóbili - Leonardo Gutiérrez - Wálter Herrmann - Alejandro Montecchia - Andrés Nocioni - Fabricio Oberto - Pepe Sánchez - Luis Scola - Hugo Sconochini - Rubén Wolkowyski              | Italie- Gianluca Basile - Massimo Bulleri - Roberto Chiacig - Giacomo Galanda - Luca Garri - Denis Marconato - Michele Mian - Gianmarco Pozzecco - Nikola Radulović - Alex Righetti - Rodolfo Rombaldoni - Matteo Soragna                                                    | États-Unis- Carmelo Anthony - Carlos Boozer - Tim Duncan - Allen Iverson - LeBron James - Richard Jefferson - Stephon Marbury - Shawn Marion - Lamar Odom - Emeka Okafor - Amar'e Stoudemire - Dwyane Wade                                                                 |
| 2008 Pékin (Résultats détaillés)          | États-Unis- Carmelo Anthony - Carlos Boozer - Chris Bosh - Kobe Bryant - Dwight Howard - LeBron James - Jason Kidd - Chris Paul - Tayshaun Prince - Michael Redd - Dwyane Wade - Deron Williams                                              | Espagne- José Calderón - Rudy Fernández - Jorge Garbajosa - Marc Gasol - Pau Gasol - Carlos Jiménez - Raül López - Álex Mumbrú - Juan Carlos Navarro - Felipe Reyes - Berni Rodríguez - Ricky Rubio                                                                          | Argentine- Carlos Delfino - Manu Ginóbili - Román González - Leonardo Gutiérrez - Juan Pedro Gutiérrez - Federico Kammerichs - Andrés Nocioni - Fabricio Oberto - Antonio Porta - Pablo Prigioni - Paolo Quinteros - Luis Scola                                            |
| 2012 Londres (Résultats détaillés)        | États-Unis- Carmelo Anthony - Kobe Bryant Tyson Chandler - Anthony Davis - Kevin Durant - James Harden - Andre Iguodala - LeBron James - Kevin Love - Chris Paul - Russell Westbrook - Deron Williams                                        | Espagne- José Manuel Calderón - Víctor Claver - Rudy Fernández - Marc Gasol - Pau Gasol - Serge Ibaka - Sergio Llull - Juan Carlos Navarro - Felipe Reyes - Sergio Rodríguez - Víctor Sada - Fernando San Emeterio                                                           | Russie- Semion Antonov - Alexey Shved - Vitaly Fridzon - Sergueï Karassev - Sasha Kaun - Viktor Khryapa - Dmitri Khvostov - Andreï Kirilenko - Sergueï Monya - Timofeï Mozgov - Anton Ponkrachov - Evgeny Voronov                                                          |
| 2016 Rio de Janeiro (Résultats détaillés) | États-Unis- Carmelo Anthony - Harrison Barnes Jimmy Butler - DeMarcus Cousins - Kevin Durant - Paul George - Draymond Green - Kyrie Irving - DeAndre Jordan - Kyle Lowry - DeMar DeRozan - Klay Thompson                                     | Serbie- Stefan Birčević - Bogdan Bogdanović - Nikola Jokić - Stefan Jović - Nikola Kalinić - Milan Mačvan - Stefan Marković - Nemanja Nedović - Miroslav Raduljica - Marko Simonović - Vladimir Štimac - Miloš Teodosić                                                      | Espagne- Álex Abrines - José Manuel Calderón - Víctor Claver - Rudy Fernández - Pau Gasol - Willy Hernangómez - Sergio Llull - Nikola Mirotić - Juan Carlos Navarro - Felipe Reyes - Sergio Rodríguez - Ricky Rubio                                                        |
| 2020 Tokyo (Résultats détaillés)          | États-Unis- Damian Lillard - Jrue Holiday - Keldon Johnson - Zach LaVine - Devin Booker - Khris Middleton - Kevin Durant - Jerami Grant - Jayson Tatum - Draymond Green - JaVale McGee - Bam Adebayo                                         | France- Andrew Albicy - Thomas Heurtel - Frank Ntilikina - Nando de Colo - Evan Fournier - Nicolas Batum - Timothé Luwawu-Cabarrot - Guerschon Yabusele - Petr Cornelie - Moustapha Fall - Rudy Gobert - Vincent Poirier                                                     | Australie- Patrick Mills - Matthew Dellavedova - Nathan Sobey - Dante Exum - Chris Goulding - Josh Green - Matisse Thybulle - Joe Ingles - Aron Baynes - Duop Reath - Nick Kay - Jock Landale                                                                              |
| 2024 Paris (Résultats détaillés)          | États-Unis- Bam Adebayo - Devin Booker - Stephen Curry - Anthony Davis - Kevin Durant - Anthony Edwards - Joel Embiid - Tyrese Haliburton - Jrue Holiday - LeBron James - Jayson Tatum - Derrick White                                       | France- Andrew Albicy - Nicolas Batum - Isaïa Cordinier - Bilal Coulibaly - Nando de Colo - Evan Fournier - Rudy Gobert - Mathias Lessort - Frank Ntilikina - Matthew Strazel - Victor Wembanyama - Guerschon Yabusele                                                       | Serbie- Aleksa Avramović - Bogdan Bogdanović - Dejan Davidovac - Ognjen Dobrić - Marko Gudurić - Nikola Jokić - Nikola Jović - Vanja Marinković - Vasilije Micić - Nikola Milutinov - Filip Petrušev - Uroš Plavšić                                                        |

### Basket-ball à trois
| Édition                          | Or                                                                            | Argent                                                                                          | Bronze                                                                                |
| -------------------------------- | ----------------------------------------------------------------------------- | ----------------------------------------------------------------------------------------------- | ------------------------------------------------------------------------------------- |
| 2020 Tokyo (Résultats détaillés) | Lettonie- Agnis Čavars - Edgars Krūmiņš - Kārlis Lasmanis - Nauris Miezis     | Comité olympique de Russie- Ilia Karpenkov - Kirill Pisklov - Stanislav Sharov - Alexander Zuev | Serbie- Dušan Domović Bulut - Dejan Majstorović - Aleksandar Ratkov - Mihailo Vasić   |
| 2024 Paris (Résultats détaillés) | Pays-Bas- Worthy de Jong - Arvin Slagter - Jan Driessen - Dimeo van der Horst | France- Lucas Dussoulier - Jules Rambaut - Franck Seguela - Timothé Vergiat                     | Lituanie- Evaldas Džiaugys - Gintautas Matulis - Aurelijus Pukelis - Šarūnas Vingelis |

## Femmes

### Basket à cinq
| Édition                                   | Or | Argent | Bronze |
| ----------------------------------------- | --- | --- | --- |
| 1976 Montréal                             | URSS- Olga Barysheva - Tamara Daunienė - Natalya Klimova - Tatiana Ovetchkina - Angelė Rupšienė - Nadezhda Shuvayeva - Nadezhda Zakharova - Uļjana Semjonova - Raisa Kurvyakova - Nelli Feryabnikova - Olga Soukharnova - Tetyana Zakharova    | États-Unis- Cindy Brogdon - Susan Rojcewicz - Ann Meyers - Lusia Harris - Nancy Dunkle - Charlotte Lewis - Nancy Lieberman - Gail Marquis - Patricia Roberts - Mary Anne O'Connor - Patricia Head - Juliene Simpson                                            | Bulgarie- Krasimira Bogdanova - Diana Dilova-Braynova - Krasimira Gyurova - Penka Metodieva - Snezhana Mikhaylova - Girgina Skerlatova - Mariya Stoyanova - Margarita Shtarkelova - Petkana Makaveeva - Nadka Golcheva - Penka Stoyanova - Todorka Yordanova |
| 1980 Moscou                               | URSS- Olga Barysheva - Tatyana Ivinskaya - Nelli Feryabnikova - Vida Beselienė - Tatiana Ovetchkina - Angelė Rupšienė - Lyubov Sharmay - Uļjana Semjonova - Tetyana Nadyrova - Olga Soukharnova - Nadezhda Shuvayeva - Lyudmila Rogozhina      | Bulgarie- Krasimira Bogdanova - Vanya Dermendzhieva - Silviya Germanova - Petkana Makaveeva - Nadka Golcheva - Penka Stoyanova - Evladia Slavtcheva - Kostadinka Radkova - Snezhana Mikhaylova - Angelina Mikhaylova - Penka Metodieva - Diana Dilova-Braynova | Yougoslavie- Vera Đurašković - Mersada Bećirspahić - Jelica Komnenović - Mira Bjedov - Vukica Mitić - Sanja Ožegović - Sofija Pekić - Marija Tonković - Zorica Đurković - Vesna Despotović - Biljana Majstorović - Jasmina Perazić                           |
| 1984 Los Angeles                          | États-Unis- Teresa Edwards - Lea Henry - Lynette Woodard - Anne Donovan - Cathy Boswell - Cheryl Miller - Janice Lawrence - Cindy Noble - Kim Mulkey - Denise Curry - Pamela McGee - Carol Menken-Schaudt                                      | Corée du Sud- Choi Aei-young - Kim Eun-sook - Lee Hyung-sook - Choi Kyung-hee - Lee Mi-ja - Moon Kyung-ja - Kim Hwa-soon - Jeong Myung-hee - Kim Young-hee - Sung Jung-a - Park Chan-sook - Park Yang-gae                                                      | Chine- Chen Yuefang - Li Xiaoqin - Ba Yan - Song Xiaobo - Qui Chen - Wang Jun - Xiu Lijuan - Zheng Haixia - Cong Xuedi - Zhang Hui - Liu Qing - Zhang Yueqin                                                                                                 |
| 1988 Séoul                                | États-Unis- Teresa Edwards - Kamie Ethridge - Cindy Brown - Anne Donovan - Teresa Weatherspoon - Bridgette Gordon - Vicky Bullett - Andrea Lloyd - Katrina McClain - Jennifer Gillom - Cynthia Cooper - Suzanne McConnell                      | Yougoslavie- Stojna Vangelovska - Mara Lakić - Žana Lelas - Eleonora Wild - Kornelija Kvesić - Danira Nakić - Slađana Golić - Polona Dornik - Razija Mujanović - Vesna Bajkuša - Aselija Arbutina - Bojana Milošević                                           | URSS- Olga Buryakina - Ielena Khoudachova - Vitalija Tuomaitė - Olga Yakovleva - Galina Savitskaya - Aleksandra Leonova - Olga Yevkova - Irina Sumnikova - Irina Minkh - Irina Gerlits - Olesya Barel - Natalia Zassoulskaïa                                 |
| 1992 Barcelone                            | Équipe unifiée- Elen Bunatyants - Irina Sumnikova - Marina Tkatchenko - Irina Minkh - Irina Gerlits - Svetlana Zaboluyeva - Natalia Zassoulskaïa - Yelena Zhirko - Yelena Tornikidu - Alena Chvaïbovitch - Ielena Khoudachova - Elena Baranova | Chine- Cong Xuedi - He Jun - Li Dongmei - Li Xin - Liu Jun - Liu Qing - Peng Ping - Wang Fang - Zhan Shuping - Zheng Dongmei - Zheng Haixia - Zheng Xiulin | États-Unis- Vicky Bullett - Daedra Charles - Cynthia Cooper - Clarissa Davis - Medina Dixon - Teresa Edwards - Tammy Jackson - Carolyn Jones - Katrina McClain - Suzanne McConnell - Vickie Orr - Teresa Weatherspoon                                        |
| 1996 Atlanta                              | États-Unis- Jennifer Azzi - Ruthie Bolton - Teresa Edwards - Venus Lacy - Lisa Leslie - Rebecca Lobo - Katrina McClain - Nikki McCray - Carla McGhee - Dawn Staley - Katy Steding - Sheryl Swoopes                                             | Brésil- Roseli Gustavo - Marta Sobral - Silvia Luz - Alessandra Oliveira - Cintia Santos - Cláudia Pastor - Hortência - Adriana - Branca - Janeth Arcain - Paula - Leila Sobral                                                                                | Australie- Robyn Maher - Allison Tranquilli - Rachael Sporn - Michele Timms - Michelle Brogan - Trisha Fallon - Allison Cook - Carla Boyd - Sandy Brondello - Shelley Sandie - Fiona Robinson - Michelle Chandler                                            |
| 2000 Sydney (Résultats détaillés)         | États-Unis- Teresa Edwards - Yolanda Griffith - Chamique Holdsclaw - Ruthie Bolton Holifield - Lisa Leslie - Nikki McCray - DeLisha Milton-Jones - Katie Smith - Dawn Staley - Sheryl Swoopes - Natalie Williams - Kara Wolters                | Australie- Carla Boyd - Sandy Brondello - Trisha Fallon - Michelle Brogan - Kristi Harrower - Joanne Hill - Lauren Jackson - Annie Burgess - Shelley Sandie - Rachael Sporn - Michele Timms - Jennifer Whittle                                                 | Brésil- Janeth Arcain - Zaine - Lilian - Helen Cristina Santos Luz - Silvia Andrea Luz - Cláudia das Neves - Alessandra Oliveira - Adrianinha - Adriana - Cintia Santos - Kelly Santos - Marta Sobral                                                        |
| 2004 Athènes (Résultats détaillés)        | États-Unis- Sue Bird - Swin Cash - Tamika Catchings - Yolanda Griffith - Shannon Johnson - Lisa Leslie - Ruth Riley - Katie Smith - Dawn Staley - Sheryl Swoopes - Diana Taurasi - Tina Thompson                                               | Australie- Suzy Batkovic - Sandy Brondello - Trisha Fallon - Kristi Harrower - Lauren Jackson - Natalie Porter - Alicia Poto - Belinda Snell - Rachael Sporn - Laura Summerton - Penny Taylor - Allison Tranquilli                                             | Russie- Anna Arkhipova - Olga Artechina - Elena Baranova - Diana Gustilina - Maria Kalmykova - Elena Karpova - Ilona Korstine - Irina Osipova - Oxana Rakhmatulina - Tatiana Chtchogoleva - Maria Stepanova - Natalia Vodopyanova                            |
| 2008 Pékin (Résultats détaillés)          | États-Unis- Seimone Augustus - Sue Bird - Tamika Catchings - Sylvia Fowles - Kara Lawson - Lisa Leslie - DeLisha Milton-Jones - Candace Parker - Cappie Pondexter - Katie Smith - Diana Taurasi - Tina Thompson                                | Australie - Erin Phillips - Tully Bevilaqua - Jennifer Screen - Penny Taylor - Suzy Batkovic - Hollie Grima - Kristi Harrower - Laura Summerton - Belinda Snell - Emma Randall - Rohanee Cox - Lauren Jackson                                                  | Russie- Marina Kuzina - Oxana Rakhmatulina - Natalia Vodopyanova - Becky Hammon - Marina Karpounina - Tatiana Chtchogoleva - Ilona Korstine - Maria Stepanova - Ekaterina Lisina - Irina Sokolovskaïa - Svetlana Abrossimova - Irina Osipova                 |
| 2012 Londres (Résultats détaillés)        | États-Unis- Lindsay Whalen - Seimone Augustus - Sue Bird - Maya Moore - Angel McCoughtry - Asjha Jones - Tamika Catchings - Swin Cash - Diana Taurasi - Sylvia Fowles - Tina Charles - Candace Parker                                          | France- Isabelle Yacoubou - Nwal-Endéné Miyem - Clémence Beikes - Sandrine Gruda - Edwige Lawson-Wade - Céline Dumerc - Florence Lepron - Émilie Gomis - Marion Laborde - Élodie Godin - Emmeline Ndongue - Jennifer Digbeu                                    | Australie - Jenna O'Hea - Samantha Richards - Jennifer Screen - Abby Bishop - Suzy Batkovic - Kathleen MacLeod - Kristi Harrower - Laura Summerton - Belinda Snell - Rachel Jarry - Liz Cambage - Lauren Jackson                                             |
| 2016 Rio de Janeiro (Résultats détaillés) | États-Unis- Lindsay Whalen - Seimone Augustus - Sue Bird - Maya Moore - Angel McCoughtry - Breanna Stewart - Tamika Catchings - Elena Delle Donne - Diana Taurasi - Sylvia Fowles - Tina Charles - Brittney Griner                             | Espagne- Leticia Romero - Laura Nicholls - Silvia Domínguez - Alba Torrens - Laia Palau - Marta Xargay - Leonor Rodríguez - Lucila Pascua - Anna Cruz - Laura Quevedo - Laura Gil - Astou Ndour                                                                | Serbie - Tamara Radočaj - Sonja Petrović - Sara Krnjić - Nevena Jovanović - Jelena Milovanović - Dajana Butulija - Dragana Stanković - Aleksandra Crvendakić - Milica Dabović - Ana Dabović - Danielle Page - Saša Čađo                                      |
| 2020 Tokyo (Résultats détaillés)          | États-Unis- Jewell Loyd - Skylar Diggins-Smith - Sue Bird - Ariel Atkins - Chelsea Gray - A'ja Wilson - Breanna Stewart - Napheesa Collier - Diana Taurasi - Sylvia Fowles - Tina Charles - Brittney Griner                                    | Japon- Moeko Nagaoka - Maki Takada - Naho Miyoshi - Rui Machida - Nako Motohashi - Nanaka Todo - Saki Hayashi - Evelyn Mawuli - Saori Miyazaki - Yuki Miyazawa - Himawari Akaho - Monica Okoye                                                                 | France- Marine Fauthoux - Nwal-Endéné Miyem - Alexia Chartereau - Sandrine Gruda - Héléna Ciak - Sarah Michel - Valériane Vukosavljević - Iliana Rupert - Gabby Williams - Marine Johannès - Alix Duchet - Diandra Tchatchouang                              |
| 2024 Paris (Résultats détaillés)          | États-Unis- Napheesa Collier - Kahleah Copper - Chelsea Gray - Brittney Griner - Sabrina Ionescu - Jewell Loyd - Kelsey Plum - Breanna Stewart - Diana Taurasi - Alyssa Thomas - A'ja Wilson - Jackie Young                                    | France- Valériane Ayayi - Marième Badiane - Romane Bernies - Alexia Chery - Marine Fauthoux - Marine Johannès - Leïla Lacan - Dominique Malonga - Sarah Michel-Boury - Iliana Rupert - Janelle Salaün - Gabby Williams                                         | Australie- Amy Atwell - Isobel Borlase - Cayla George - Lauren Jackson - Tess Madgen - Ezi Magbegor - Jade Melbourne - Alanna Smith - Stephanie Talbot - Marianna Tolo - Kristy Wallace - Sami Whitcomb                                                      |

### Basket-ball à trois
| Édition                          | Or                                                                               | Argent                                                                                                | Bronze                                                                      |
| -------------------------------- | -------------------------------------------------------------------------------- | --- | --------------------------------------------------------------------------- |
| 2020 Tokyo (Résultats détaillés) | États-Unis- Stefanie Dolson - Allisha Gray - Kelsey Plum - Jackie Young          | ROC (Comité olympique russe)- Ievguenia Frolkina - Olga Frolkina - Ioulia Kozik - Anastasia Logounova | Chine- Wan Jiyuan - Wang Lili - Yang Shuyu - Zhang Zhiting                  |
| 2024 Paris (Résultats détaillés) | Allemagne- Svenja Brunckhorst - Sonja Greinacher - Elisa Mevius - Marie Reichert | Espagne- Gracia Alonso de Armiño - Juana Camilión - Vega Gimeno - Sandra Ygueravide                   | États-Unis- Dearica Hamby - Cierra Burdick - Rhyne Howard - Hailey Van Lith |

## Athlètes les plus médaillés

### Hommes
| Rang | Athlète              | Nation                    | Olympiade       | Or | Argent | Bronze | Total |
| ---- | -------------------- | ------------------------- | --------------- | -- | ------ | ------ | ----- |
| 1    | Kevin Durant         | États-Unis                | 2012–2024       | 4  | 0      | 0      | 4     |
| 2    | Carmelo Anthony      | États-Unis                | 2004–2016       | 3  | 0      | 1      | 4     |
| 2    | LeBron James         | États-Unis                | 2004–2012, 2024 | 3  | 0      | 1      | 4     |
| 4    | Gennadi Volnov       | Union soviétique          | 1960–1972       | 1  | 2      | 1      | 4     |
| 5    | Sergei Belov         | Union soviétique          | 1968–1980       | 1  | 0      | 3      | 4     |
| 6    | David Robinson       | États-Unis                | 1988–1996       | 2  | 0      | 1      | 3     |
| 7    | Krešimir Ćosić       | Yougoslavie               | 1968, 1976–1980 | 1  | 2      | 0      | 3     |
| 8    | Dražen Dalipagić     | Yougoslavie               | 1976–1984       | 1  | 1      | 1      | 3     |
| 8    | Andro Knego          | Yougoslavie               | 1976–1984       | 1  | 1      | 1      | 3     |
| 8    | Rajko Žižić          | Yougoslavie               | 1976–1984       | 1  | 1      | 1      | 3     |
| 11   | Rimas Kurtinaitis    | Union soviétique Lituanie | 1988 1992–1996  | 1  | 0      | 2      | 3     |
| 11   | Šarūnas Marčiulionis | Union soviétique Lituanie | 1988 1992–1996  | 1  | 0      | 2      | 3     |
| 11   | Arvydas Sabonis      | Union soviétique Lituanie | 1988 1992–1996  | 1  | 0      | 2      | 3     |
| 14   | Maigonis Valdmanis   | Union soviétique          | 1952–1960       | 0  | 3      | 0      | 3     |
| 14   | Jānis Krūmiņš        | Union soviétique          | 1956–1964       | 0  | 3      | 0      | 3     |
| 14   | Valdis Muižnieks     | Union soviétique          | 1956–1964       | 0  | 3      | 0      | 3     |
| 17   | Dražen Petrović      | Yougoslavie Croatie       | 1984–1988 1992  | 0  | 2      | 1      | 3     |
| 17   | José Manuel Calderón | Espagne                   | 2008–2016       | 0  | 2      | 1      | 3     |
| 17   | Rudy Fernández       | Espagne                   | 2008–2016       | 0  | 2      | 1      | 3     |
| 17   | Pau Gasol            | Espagne                   | 2008–2016       | 0  | 2      | 1      | 3     |
| 17   | Juan Carlos Navarro  | Espagne                   | 2008–2016       | 0  | 2      | 1      | 3     |
| 17   | Felipe Reyes         | Espagne                   | 2008–2016       | 0  | 2      | 1      | 3     |
| 23   | Gintaras Einikis     | Lituanie                  | 1992–2000       | 0  | 0      | 3      | 3     |
| 24   | Michael Jordan       | États-Unis                | 1984, 1992      | 2  | 0      | 0      | 2     |
| 24   | Kobe Bryant          | États-Unis                | 2008, 2012      | 2  | 0      | 0      | 2     |
| 24   | Patrick Ewing        | États-Unis                | 1984, 1992      | 2  | 0      | 0      | 2     |
| 24   | Chris Mullin         | États-Unis                | 1984, 1992      | 2  | 0      | 0      | 2     |
| 24   | Scottie Pippen       | États-Unis                | 1992-1996       | 2  | 0      | 0      | 2     |
| 24   | Karl Malone          | États-Unis                | 1992-1996       | 2  | 0      | 0      | 2     |
| 24   | John Stockton        | États-Unis                | 1992-1996       | 2  | 0      | 0      | 2     |
| 24   | Bam Adebayo          | États-Unis                | 2020-2024       | 2  | 0      | 0      | 2     |
| 24   | Devin Booker         | États-Unis                | 2020-2024       | 2  | 0      | 0      | 2     |
| 24   | Anthony Davis        | États-Unis                | 2012, 2024      | 2  | 0      | 0      | 2     |
| 24   | Jrue Holiday         | États-Unis                | 2020-2024       | 2  | 0      | 0      | 2     |
| 24   | Jayson Tatum         | États-Unis                | 2020-2024       | 2  | 0      | 0      | 2     |
| 36   | Dragan Kićanović     | Yougoslavie               | 1976–1980       | 1  | 1      | 0      | 2     |
| 37   | Mihovil Nakić        | Yougoslavie               | 1980–1984       | 1  | 0      | 1      | 2     |
| 37   | Ratko Radovanović    | Yougoslavie               | 1980–1984       | 1  | 0      | 1      | 2     |
| 37   | Carlos Delfino       | Argentine                 | 2004–2008       | 1  | 0      | 1      | 2     |
| 37   | Emanuel Ginóbili     | Argentine                 | 2004–2008       | 1  | 0      | 1      | 2     |
| 37   | Leonardo Gutiérrez   | Argentine                 | 2004–2008       | 1  | 0      | 1      | 2     |
| 37   | Dwyane Wade          | États-Unis                | 2004-2012       | 1  | 0      | 1      | 2     |
| 37   | Fabricio Oberto      | Argentine                 | 2004–2008       | 1  | 0      | 1      | 2     |
| 37   | Luis Scola           | Argentine                 | 2004–2008       | 1  | 0      | 1      | 2     |

### Femmes
| Rang | Athlète          | Nation     | Olympiade       | Or | Argent | Bronze | Total |
| ---- | ---------------- | ---------- | --------------- | -- | ------ | ------ | ----- |
| 1    | Diana Taurasi    | États-Unis | 2004–2024       | 6  | 0      | 0      | 6     |
| 2    | Sue Bird         | États-Unis | 2004–2020       | 5  | 0      | 0      | 5     |
| 3    | Teresa Edwards   | États-Unis | 1984–2000       | 4  | 0      | 1      | 5     |
| 4    | Lisa Leslie      | États-Unis | 1996–2008       | 4  | 0      | 0      | 4     |
| 4    | Tamika Catchings | États-Unis | 2004–2016       | 4  | 0      | 0      | 4     |
| 4    | Sylvia Fowles    | États-Unis | 2008–2020       | 4  | 0      | 0      | 4     |
| 7    | Lauren Jackson   | Australie  | 2000–2012, 2024 | 0  | 3      | 2      | 5     |
| 8    | Kristi Harrower  | Australie  | 2000–2012       | 0  | 3      | 1      | 4     |
| 9    | Sheryl Swoopes   | États-Unis | 1996–2004       | 3  | 0      | 0      | 3     |
| 9    | Dawn Staley      | États-Unis | 1996–2004       | 3  | 0      | 0      | 3     |
| 9    | Katie Smith      | États-Unis | 2000–2008       | 3  | 0      | 0      | 3     |
| 9    | Seimone Augustus | États-Unis | 2008–2016       | 3  | 0      | 0      | 3     |
| 9    | Breanna Stewart  | États-Unis | 2016–2024       | 3  | 0      | 0      | 3     |
| 14   | Katrina McClain  | États-Unis | 1988–1996       | 2  | 0      | 1      | 3     |
| 15   | Suzy Batkovic    | Australie  | 2004–2012       | 0  | 2      | 1      | 3     |
| 15   | Sandy Brondello  | Australie  | 1996–2004       | 0  | 2      | 1      | 3     |
| 15   | Trisha Fallon    | Australie  | 1996–2004       | 0  | 2      | 1      | 3     |
| 15   | Rachael Sporn    | Australie  | 1996–2004       | 0  | 2      | 1      | 3     |
| 15   | Belinda Snell    | Australie  | 2004–2012       | 0  | 2      | 1      | 3     |
| 15   | Laura Summerton  | Australie  | 2004–2012       | 0  | 2      | 1      | 3     |